# Galibeedu, Madikeri
Galibeedu là một làng thuộc tehsil Madikeri, huyện Kodagu, bang Karnataka, Ấn Độ.